# Anne Wiazemsky
Anne Wiazemsky (Berlijn, 14 mei 1947 – Parijs, 5 oktober 2017) was een Franse schrijfster, actrice en documentarist.

## Leven en werk

### Afkomst en jeugd
Anne Wiazemsky was van moederskant een telg van de hogere katholieke burgerij: ze was de dochter van Claire Mauriac (1917-1992), de dochter van François Mauriac. Haar vader, Yvan Wiazemsky (1915-1962), was een diplomaat van prinselijke Russische afkomst wiens familie na de Russische Revolutie naar Frankrijk was geëmigreerd. Anne Wiazemsky was de zuster van Pierre Wiazemsky, een perstekenaar die beter bekend is onder zijn pseudoniem Wiaz.
Nadat zij met haar familie lange tijd in het buitenland doorgebracht had (Genève en Caracas), vestigde het gezin zich in Frankrijk in 1961. Na het vroegtijdig overlijden van haar vader ging haar moeder met haar kinderen leven bij grootvader François. De autoritaire Mauriac werd voogd van Wiazemsky.

### Filmdebuut en ontmoeting met Godard
Rond haar achttiende - ze zat nog op de middelbare school - werd Wiazemsky in contact gebracht met Robert Bresson door Florence Delay die de hoofdrol gespeeld had in Procès de Jeanne d'Arc (1962). Bresson schonk haar de hoofdrol in Au hasard Balthazar (1966), een pakkend drama over de beproevingen en avonturen van een ezel.
Ook in 1966 behaalde Wiazemsky haar baccalaureaat. Daarop schreef ze zich in aan de faculteit filosofie van de pas twee jaar oude universiteit Paris-Nanterre.
In die periode ontmoette ze Jean-Luc Godard waardoor ze in contact kwam met de filmregisseurs François Truffaut en Michel Cournot en met de filosoof Francis Jeanson. Tijdens het academiejaar 1966-67 vertolkte ze een jonge Mao-gezinde revolutionaire in Godards dramatische politieke film La Chinoise (1967), samen met onder meer oude-Godard-getrouwe Jean-Pierre Léaud. Ze raakte niet gemotiveerd door haar studies filosofie en besliste ze dan ook stop te zetten op het einde van het jaar. Kort daarop trouwde ze met Godard.

### Korte filmcarrière
Godard gaf haar rollen in verscheidene films zoals de satirische tragikomedies Week-end (1967) en Le Gai Savoir (1968), het drama Le Vent d'est (1970) en de dramatische politieke film Tout va bien (1972). In die periode was ze ook te zien in twee drama's van Pier Paolo Pasolini: in Teorema (1968) vertolkte ze de dochter van een familie waarvan alle leden van streek raken door de komst van een mysterieuze bezoeker en een voor een door hem verleid worden. In Porcile (1969) speelde ze de politiek geradicaliseerde verloofde van de zoon van een Duitse fabrikant.
Andere cineasten als Marco Ferreri, Alain Tanner, Pierre Granier-Deferre, Michel Deville en Philippe Garrel deden ook een beroep op haar.
Naar het midden van de jaren tachtig toe doofden haar filmactiviteiten echter stilletjes aan uit.

### Literair werk
Sinds 1988 ging Wiazemsky zich meer en meer bezighouden met het schrijven van verhalen die heel dikwijls biografisch (haar familie, haar voorouders) of autobiografisch getint waren. Eerst bracht ze Des filles bien élevées (1988) uit, een bundel kortverhalen die gunstig onthaald werd door de critici.
Met de roman Canines (1993) die zich afspeelt in de theaterwereld, won Wiazemsky de Prix Goncourt des lycéens, haar eerste belangrijke literaire prijs. Haar tweede prijs, de Grand Prix RTL-Lire, sleepte ze in de wacht met het autobiografische Hymnes à l’amour (1996) waarin ze herinneringen aan haar kindertijd, haar kindermeisje en haar ouders oproept. Met de roman Une poignée de gens (1998) waarin de Russische roots van haar familie aan bod komen, behaalde ze de Grand Prix du roman de l'Académie française en de Prix Renaudot des lycéens. In 2001 schreef ze met Aux quatre coins du monde een vervolg op Une poignée de gens.  
Haar boek Mon enfant de Berlin (2009) vertelt waar en in welke omstandigheden haar ouders elkaar ontmoet hebben.
Jeune fille (2007), Une année studieuse (2012) en Un an après (2015) vormen een trilogie en zijn autobiografische geschriften waarin ze herinneringen bovenhaalt aan haar debuutjaren in de Franse filmwereld. Jeune fille evoceert haar debuut als actrice onder Robert Bresson. Het werk werd bekroond met de Prix Jean-Freustié en de Prix Lilas. In Une année studieuse, laureaat van de Prix Saint-Simon en de Prix Duménil, heeft ze het over haar ontmoeting met Jean-Luc Godard en over haar verbeten strijd om bij haar familie respect af te dwingen voor haar liefde voor hem en voor hun huwelijk in 1967. In Un an après roept ze de roerige periode tussen mei 1968 en mei 1969 op. In 2017 zorgde Michel Hazanavicius met Le Redoutable voor een filmadaptatie.
In Un saint homme (2017) brengt ze het relaas van haar innige vriendschap met een priester, haar ex-leraar Frans en Latijn, die ze beschouwde als haar bewaarengel en haar meest attente lezer.

### Privéleven
In 1967 trouwde Wiazemsky met Jean-Luc Godard die ze ontmoet had tijdens de opnames van Bressons Au hasard Balthazar. In 1970 besloot het koppel uiteen te gaan.
Wiazemsky overleed in 2017 op 70-jarige leeftijd aan kanker.

## Werken als schrijfster

### Kortverhalen
- 1988: Des filles bien élevées

### Romans
- 1989: Mon beau navire
- 1991: Marimé
- 1993: Canines
- 1998: Une poignée de gens
- 2001: Aux quatre coins du monde
- 2002: Sept garçons
- 2004: Je m'appelle Élisabeth (in 2006 verfilmd door Jean-Pierre Améris)
- 2009: Mon enfant de Berlin
- 2017: Un saint homme, Gallimard, coll. Blanche

### Autobiografische geschriften
- 1996: Hymnes à l'amour (in 2003 verfilmd door Jean-Paul Civeyrac als Toutes ces belles promesses)
- 2007: Jeune Fille
- 2012: Une année studieuse, Gallimard, coll. Blanche
- 2015: Un an après, Gallimard, coll. Blanche (in 2017 verfilmd door Michel Hazanavicius als Le Redoutable)

### Kinderboek
- 2003: Les Visiteurs du soir (illustraties door Stanislas Bouvier)

### Salontafelboeken
- 1992: Album de famille
- 2000: Il était une fois... les cafés (foto's van Roger-Viollet)
- 2000: Tableaux de chats (20 reproducties van schilderijen van katten door Tsuguharu Foujita, Alberto Giacometti, Pablo Picasso, Pierre-Auguste Renoir, Pierre Bonnard, Paul Klee, Suzanne Valadon...)
- 2001: Venise (foto's van Jean Noël de Soye)
- 2012: Photographies, Gallimard (bloemlezing van door haar genomen foto's van het Franse filmmilieu van de tweede helft van de jaren zestig)

### Voorwoord
- 1994: En habillant les Vedettes van Joeri Annenkov
- 2013: Mag Bodard. Portrait d'une productrice van Philippe Martin, Grandvilliers, Le Toura verte, 2013

## Filmografie (ruime selectie)

### Actrice
- 1966: Au hasard Balthazar (Robert Bresson)
- 1967: La Chinoise (Jean-Luc Godard)
- 1967: Lamiel (Jean Aurel)
- 1967: Week-end (Jean-Luc Godard)
- 1968: Le Gai Savoir (Jean-Luc Godard)
- 1968: La Bande à Bonnot (Philippe Fourastié)
- 1968: Les Gauloises bleues (Michel Cournot)
- 1968: Teorema (Pier Paolo Pasolini)
- 1969: George qui? (Michèle Rosier)
- 1969: Capricci (Carmelo Bene)
- 1969: Il seme dell'uomo (Marco Ferreri)
- 1969: Sympathy for the Devil (Jean-Luc Godard)
- 1969: Porcile (Pier Paolo Pasolini)
- 1969: Le Vent d'est (Jean-Luc Godard)
- 1969: Vladimir et Rosa (Jean-Luc Godard)
- 1971: Le Grand Départ (Martial Raysse)
- 1971: Raphaël ou le débauché (Michel Deville)
- 1972: Tout va bien (Jean-Luc Godard)
- 1972: Le Train (Pierre Granier-Deferre)
- 1973: Le Retour d'Afrique (Alain Tanner)
- 1977: Couleur Chair (François Weyergans)
- 1979: Tout est à nous (Jean-Louis Daniel)
- 1980: L'Empreinte des géants (Robert Enrico)
- 1981: Sois belle et tais-toi (Delphine Seyrig) (documentaire)
- 1981: Grenouilles (Adolfo Arrieta)
- 1982: L'Enfant secret (Philippe Garrel)
- 1984: Elle a passé tant d'heures sous les sunlights (Philippe Garrel)
- 1985: Rendez-vous (André Téchiné)
- 1986: Qui trop embrasse (Jacques Davila)
- 1987: Le Testament d'un poète juif assassiné (Frank Cassenti)
- 1988: Ville étrangère (Didier Goldschmidt)

### Scenarioschrijfster
- 1994: US Go Home (Claire Denis) (televisiefilm)
- 2003: Toutes ces belles promesses (Jean-Paul Civeyrac)
- 2006: Je m'appelle Élisabeth (Jean-Pierre Améris)
- 2017: Le Redoutable (Michel Hazanavicius)

### Documentarist
- 2004: Les Anges 1943, histoire d’un film (televisie)
- 2005: Mag Bodard, un destin (televisie)
- 2007: Empreintes: Danielle Darrieux, une vie de cinéma (aflevering van de televisieserie)
- 2007: Empreintes: Nathalie Baye, en toute liberté (aflevering van de televisieserie)
- 2010: Empreintes: Nicole Garcia, des ombres à la lumière (aflevering van de televisieserie)

## Toneel
- 1976: Sarcelles-sur-mer (Jean-Pierre Bisson)
- 1983: Tonio Kröger (Thomas Mann)
- 1986: Le Drame de la vie (Valère Novarina)
- 1989: Vous qui habitez le temps (Valère Novarina)

- Bibsys: 90361848
- Bibliothèque nationale de France: cb12064566z (data)
- CiNii: DA08219602
- Digitale Bibliotheek voor de Nederlandse Letteren: wiaz001
- Gemeinsame Normdatei: 119496976
- International Standard Name Identifier: 0000 0001 0921 6850
- Library of Congress Control Number: n92094666
- Bibliotheek van het Japanse parlement: 00811657
- Nationale Bibliotheek van Tsjechië: xx0034976
- Nationale Bibliotheek van Israël: 987007301907905171
- Nationale en Universitaire bibliotheek Zagreb: 000366782
- Nederlandse Thesaurus van Auteursnamen: 073262390
- Réseau des bibliothèques de Suisse occidentale: 02-A003972398
- Istituto Centrale per il Catalogo Unico: MILV154338
- LIBRIS: 285658
- SNAC: w61260rz
- Système universitaire de documentation: 028907078
- Virtual International Authority File: 85517251
- WorldCat: E39PBJpPy8hG7qm3RVVKjBtHYP